# Corbeau d'or
Le Corbeau d'or (Golden Raven) est la récompense suprême décernée depuis 1983, par le Jury international du Festival international du film fantastique de Bruxelles. Il est accordé au meilleur film fantastique ou de science-fiction, élu parmi ceux en compétition.

## Palmarès
| Année | Film                               | Titre original                     | Réalisateur          | Pays                                     |
| ----- | ---------------------------------- | ---------------------------------- | -------------------- | ---------------------------------------- |
| 1983  | La Chasse sauvage du roi Stakh     | Dikaya okhota korolya Stakha       | Valeri Roubintchik   | Union soviétique                         |
| 1984  | En plein cauchemar                 | Nightmares                         | Joseph Sargent       | États-Unis                               |
| 1985  | Dreamscape                         |                                    | Joseph Ruben         | États-Unis                               |
| 1986  | Piccoli fuochi                     |                                    | Peter Del Monte      | Italie                                   |
| 1987  | Le Dernier Missile                 | Radioactive Dreams                 | Albert Pyun          | États-Unis / Mexique                     |
| 1988  | Angoisse                           | Angustia                           | Bigas Luna           | Espagne                                  |
| 1989  | Paperhouse                         |                                    | Bernard Rose         | Royaume-Uni                              |
| 1990  | La Banyera                         |                                    | Jesús Garay          | Espagne                                  |
| 1991  | Paucity of Flying Dreams           | Tobu yume wo shibaraku minai       | Eizo Sugawa          | Japon                                    |
| 1992  | Timescape, le passager du futur    | Timescape                          | David Twohy          | États-Unis                               |
| 1993  | Evil Dead 3 : L'armée des ténèbres | Army of Darkness : Evil Dead 3     | Sam Raimi            | États-Unis                               |
| 1994  | Frauds                             |                                    | Stephan Elliott      | Australie                                |
| 1995  | Akumulátor 1                       |                                    | Jan Svěrák           | République tchèque                       |
| 1996  | Le Jour de la bête                 | El Día de la bestia                | Álex de la Iglesia   | Espagne                                  |
| 1997  | Luna e l'altra                     |                                    | Maurizio Nichetti    | Italie                                   |
| 1998  | Lawn Dogs                          |                                    | John Duigan          | Royaume-Uni                              |
| 1999  | Ring                               | リング, Ringu                      | Hideo Nakata         | Japon                                    |
| 2000  | La Secte sans nom                  | Los sin nombre                     | Jaume Balagueró      | Espagne                                  |
| 2001  | L'Île                              | 섬, Seom                           | Kim Ki-duk           | Corée du Sud                             |
| 2002  | Dog Soldiers                       |                                    | Neil Marshall        | Royaume-Uni                              |
| 2003  | Cypher                             |                                    | Vincenzo Natali      | États-Unis / Canada                      |
| 2004  | Save the Green Planet!             | 지구를 지켜라!, Jigureul jikyeora! | Jang Joon-hwan       | Corée du Sud                             |
| 2005  | Marebito                           | 稀人, Marebito                     | Takashi Shimizu      | Japon                                    |
| 2006  | Adam's Apples                      | Adams Æbler                        | Anders Thomas Jensen | Danemark                                 |
| 2007  | The Host                           | 괴물, Gwoemul                      | Bong Joon-ho         | Corée du Sud                             |
| 2008  | 13 jeux de mort                    |                                    | Chookiat Sakveerakul | Thaïlande                                |
| 2009  | Morse                              | Låt den rätte komma in             | Tomas Alfredson      | Suède                                    |
| 2010  | Esther                             | Orphan                             | Jaume Collet-Serra   | États-Unis / Canada / Allemagne / France |
| 2011  | J'ai rencontré le Diable           | 악마를 보았다, Akmareul boatda     | Kim Jee-woon         | Corée du Sud                             |
| 2012  | La Maison des ombres               | The Awakening                      | Nick Murphy          | Royaume-Uni                              |
| 2013  | Ghost Graduation                   | Promoción fantasma                 | Javier Ruiz Caldera  | Espagne                                  |
| 2014  | Les Sorcières de Zugarramurdi      | Las Brujas de Zugarramurdi         | Álex de la Iglesia   | Espagne                                  |
| 2015  | Frankenstein                       | FRANKƐN5TƐ1N                       | Bernard Rose         | États-Unis                               |
| 2016  | I Am a Hero                        | アイアムアヒーロー, Aiamuahiro     | Shinsuke Satō        | Japon                                    |
| 2017  | Safe Neighborhood                  | Better Watch Out                   | Chris Peckover       | États-Unis                               |
| 2018  | Inuyashiki                         | いぬやしき, Inuyashiki             | Shinsuke Satō        | Japon                                    |

## Classement par pays
| Pays               | Nombre | Années                                                       |
| ------------------ | ------ | ------------------------------------------------------------ |
| États-Unis         | 9      | 1984 · 1985 · 1987 · 1992 · 1993 · 2003 · 2010 · 2015 · 2017 |
| Espagne            | 6      | 1988 · 1990 · 1996 · 2000 · 2013 · 2014                      |
| Japon              | 5      | 1991 · 1999 · 2005 · 2016 · 2018                             |
| Royaume-Uni        | 4      | 1989 · 1998 · 2002 · 2012                                    |
| Canada             | 2      | 2003 · 2010                                                  |
| Italie             | 2      | 1986 · 1997                                                  |
| Corée du Sud       | 2      | 2004 · 2011                                                  |
| Allemagne          | 1      | 2010                                                         |
| Australie          | 1      | 1994                                                         |
| Danemark           | 1      | 2006                                                         |
| France             | 1      | 2010                                                         |
| Mexique            | 1      | 1987                                                         |
| République tchèque | 1      | 1995                                                         |
| Suède              | 1      | 2009                                                         |
| Thaïlande          | 1      | 2008                                                         |
| Union soviétique   | 1      | 1983                                                         |